# Diospyros sunyiensis
Diospyros sunyiensis là một loài thực vật có hoa trong họ Thị. Loài này được Chun & T.C.Chen mô tả khoa học đầu tiên năm 1935.